# هنري كيويستا
هنري فالكون كويستا (23 ديسمبر 1931-17 ديسمبر 2003)، موسيقيً أمريكيً عازف لآلات النفخ الخشبية وكان أحد أعضاء فريق التمثيل في برنامج The Lawrence Welk Show. كانت أداته الأساسية هي الكلارينيت، لكنه كان يعزف أيضًا على الساكسفون. في سن مبكرة، بدأ كويستا في دراسة الكمان الكلاسيكي ثم تحول إلى آلات النفخ الخشبية. أثبت أنه موهوب وتم اختياره للعزف بينما كان لا يزال في المدرسة الثانوية مع أوركسترا كوربوس كريستي السيمفوني في كوربوس كريستي، تكساس.
قبل تجنيده في جيش الولايات المتحدة عام 1952، تخرج من كلية ديل مار، وهي كلية مجتمعية في كوربوس كريستي، وتخصص في الموسيقى. في الخدمات الخاصة بالجيش، شارك في القوات المسلية في أوروبا وإنجلترا، والتي تضمنت حفل «تحية إلى غيرشوين» مع أوركسترا شتوتغارت السيمفوني في ألمانيا.
بعد أداء واجبه في الجيش، قام كويستا بجولة في الولايات المتحدة وكندا وطور أسلوبه الشخصي للغاية. أثناء إقامته في تورنتو، اشتهر كويستا ومجموعته بزيارة الموسيقيين، بما في ذلك بيني جودمان في مناسبة واحدة. قام لاحقًا بجولة في الفرقة العاملة لعازف الترومبون الأسطوري، جاك تيجاردن.
نصحه بوبي هاكيت بالاتصال بلورنس ويلك، وبعد الاستماع إلى تسجيلاته، وظفه ويلك على الفور.
قدم كويستا مظاهر شخصية لا حصر لها وهو يؤدي ويجري في مهرجانات الجاز ومعارض الولاية والمقاطعات والمؤتمرات ونوادي العشاء وحفلات موسيقى بوب السيمفونية. ظهر كعازف منفرد مع جاك تيجاردن، بوب كروسبي، ميل تورمي، في برنامج تلفزيوني خاص لبوبي فينتون، في The Tonight Show بطولة جوني كارسون، وعشر سنوات في The Lawrence Welk Show. كما قام بالعديد من العروض في حفل موسيقى الجاز في كولورادو سبرينغز في كولورادو سبرينغز، كولورادو، وأدى مع العديد من موسيقيي الجاز الدوليين.
توفي كويستا عن عمر يناهز الحادية والسبعين في منزله في شيرمان أوكس، كاليفورنيا، بعد نوبة مرض السرطان.
قُتل ابنه الوحيد هنري الابن، بالرصاص في عملية سطو في سن السابعة عشرة بينما كان يعمل في عام 1987 في دار سينما في ويلشاير بوليفارد في سانتا مونيكا، كاليفورنيا.

## وصلات خارجية
- هنري كيويستا على موقع IMDb (الإنجليزية)